# K2-316
K2-316, EPIC 249384674 — одиночная звезда в созвездии Весов на расстоянии приблизительно 368 световых лет (около 113 парсек) от Солнца.
Вокруг звезды обращается, как минимум, две планеты.

## Характеристики
K2-316 — красный карлик спектрального класса M. Масса — около 0,408 солнечной, радиус — около 0,379 солнечного. Эффективная температура — около 3495 К.

## Планетная система
В 2020 году командой астрономов, работающих с фотометрическими данными в рамках проекта Kepler K2, было объявлено об открытии планет K2-316 b и K2-316 c.